# Kreis Debrecen
Der Kreis Debrecen (ungarisch Debreceni járás) ist ein Kreis im Nordosten des ostungarischen Komitats Hajdú-Bihar. Er grenzt im Süden beginnend an folgende Kreise (im Uhrzeigersinn): Derecske, Hajdúszoboszló, Balmazújváros, Hajdúböszörmény, Hajdúhadház, Nagykálló (Komitat Szabolcs-Szatmár-Bereg) und Nyíradony.

## Geschichte
Der Kreis entstand während der Verwaltungsreform Anfang 2013 aus dem Vorläufer, dem Kleingebiet Debrecen (ungarisch Debreceni kistérség). Die Gemeinde Mikepercs wurde an den Kreis Derecske abgegeben, dafür kam die Gemeinde Hajdúsámson aus dem Kleingebiet Hajdúhadház als Territorialausgleich. Der Gebietszuwachs hielt sich mit ca. 5 % in Grenzen.

## Gemeindeübersicht
Der Kreis Debrecen hat eine durchschnittliche Gemeindegröße von 108.049 Einwohnern auf einer Fläche von 265,57 Quadratkilometern. Die Bevölkerungsdichte ist die höchste im Komitat. Verwaltungssitz ist die größte Stadt Debrecen. Als Sitz des Komitats Hajdú-Bihar besitzt sie auch Komitatsrechte (ungarisch megyei jogú város).
| Gemeinde       | Status | Herkunft Kleingebiet | Einwohnerzahl | Einwohnerzahl | Einwohnerzahl | Fläche (km²) | Bevölkerungs- dichte (Ew./km²) |
| Gemeinde       | Status | Herkunft Kleingebiet | 01.10.2011    | 01.01.2013    | 01.01.2016    | 01.01.2016   | Bevölkerungs- dichte (Ew./km²) |
| -------------- | ------ | -------------------- | ------------- | ------------- | ------------- | ------------ | ------------------------------ |
| Debrecen       | Stadt  | Debrecen             | 211.320       | 204.333       | 203.059       | 461,66       | 439,8                          |
| Hajdúsámson    | Stadt  | Hajdúhadház          | 13.128        | 12.884        | 13.039        | 69,47        | 187,7                          |
| Kreis Debrecen |        |                      | 224.448       | 217.217       | 216.098       | 531,13       | 406,9                          |